# Janko Prunk
Janko Prunk (Loka pri Zidanem Mostu, Eslovênia, 30 de dezembro de 1942) é um político e historiador esloveno.
Prunk nasceu na pequena localidade de Loka pri Zidanem Mostu, próxima à cidade de Sevnica na Eslovênia central, que era então a ocupação alemã e Lower Styria.
Formou-se pela Universidade de Liubliana em 1966, fez mestrado na mesma instituição e concluiu em 1972. Obteve PhD em 1976 com a tese sobre as relações entre o movimento cristão socialista esloveno e o Partido Comunista da Eslovênia dentro da Frente de Liberação do Povo da Eslovênia]], o que era um tópico um tanto controverso à sua época. Venceu, em 1984 e 1988, o prêmio da Fundação Alexander von Humboldt, que o permitiu continuar seus estudos em Cologne e Freiburg. Mais tarde, trabalhou como pesquisador na Universidade de Freiburg. De 1966 a 1995, colaborou com o Instituto de História Moderna em Liubliana. Atualmente, é professor  na Faculdade de Ciências Sociais da Universidade de Liubliana.
Ele escreveu sobre ciências políticas analíticas, história moderna, a gênese das formações políticas modernas, e a história do pensamento social e político na Eslovênia. Também escreveu sobre a história dos movimentos políticos na Eslovênia do fim do século XIX até a Segunda Guerra Mundial, especialmente com o socialismo cristão esloveno e a história das questões nacionais eslovenas.
É membro do Instituto de História da Europa, em Mainz, uma divisão do Centro de Estudos em Integração Europeia, de Bonn.
Também se envolveu ativamente na política. Como um antigo admirador de Jože Pučnik, filiou-se à União Democrática Social Eslovena após a redemocratização da Eslovênia. Foi também um membro ativo do Partido Democrático Esloveno (conhecido como Partido Social Democrata Esloveno, entre 1989 e 2003). Entre 1992 e 1993, serviu como Ministro para os eslovenos residentes no exterior e minorias nacionais na Eslovênia, da primeira equipe de Janez Drnovšek.

## Publicações
Janko Prunk escreveu mais de 350 artigos especializados e vários livros. Seu livro A brief history of Slovenia: Historical background of the Republic of Slovenia é uma dos trabalhos base para compreensão da história da Eslovênia.